# Каміня
Камі́ня (порт. Caminha; МФА: [kɐ.ˈmi.ɲɐ]) — муніципалітет і містечко в Португалії, в окрузі Віана-ду-Каштелу. Розташований у північно-західній частині країни, на березі Атлантичного океану, на теренах історичної португальської провінції Дору-Міню. Належить до Віано-Каштельської діоцезії Католицької церкви в Португалії. Права міського самоврядування має з 1284 року. Поділяється на 14 парафій. За адміністративним поділом, чинним до 1976 року, був складовою провінції Міню. Площа муніципалітету — 136,52 км², населення муніципалітету — 16684 ос. (2011); густота населення — 122,21 осіб/км²
. Патрон — Діва Марія. Святковий день муніципалітету — 1-й понеділок після Пасхи. Поштовий індекс — 4910.  Код місцевої адміністративної одиниці — 1602. Складова статистичного регіону Північ.

## Географія
Каміня розташована на північному заході Португалії, на заході округу Віана-ду-Каштелу, на португальсько-іспанському кордоні.
Містечко розташоване за 19 км на північ від міста Віана-ду-Каштелу, у гирлі річки Міню, при впадінні в неї річки Кора. За 2 км від центру містечка річка Міню впадає в Атлантичний океан.
Каміня межує на півночі з Іспанією, на північному сході — з муніципалітетом Віла-Нова-де-Сервейра, на південному сході — з муніципалітетом Понте-де-Ліма, на півдні — з муніципалітетом Віана-ду-Каштелу. На заході омивається водами Атлантичного океану.

## Історія
1284 року португальський король Дініш надав Каміні форал, яким визнав за поселенням статус містечка та муніципальні самоврядні права.

## Населення
| Кількість мешканців | Кількість мешканців | Кількість мешканців | Кількість мешканців | Кількість мешканців | Кількість мешканців | Кількість мешканців | Кількість мешканців | Кількість мешканців | Кількість мешканців | Кількість мешканців | Кількість мешканців | Кількість мешканців | Кількість мешканців | Кількість мешканців |
| ------------------- | ------------------- | ------------------- | ------------------- | ------------------- | ------------------- | ------------------- | ------------------- | ------------------- | ------------------- | ------------------- | ------------------- | ------------------- | ------------------- | ------------------- |
| 1864                | 1878                | 1890                | 1900                | 1911                | 1920                | 1930                | 1940                | 1950                | 1960                | 1970                | 1981                | 1991                | 2001                | 2011                |
| 13 154              | 14 755              | 14 575              | 15 288              | 16 373              | 15 283              | 15 810              | 16 414              | 17 876              | 16 688              | 13 680              | 15 883              | 16 207              | 17 069              | 16 684              |

## Пам'ятки
- Годинникова башта на площі Радника Сільви Торреса.
- Церква Милосердя.
- Історичний район Камінья.
- Церква Діви Марії
- Фестиваль «Середньовічний ярмарок», який проводиться щорічно в середині липня.

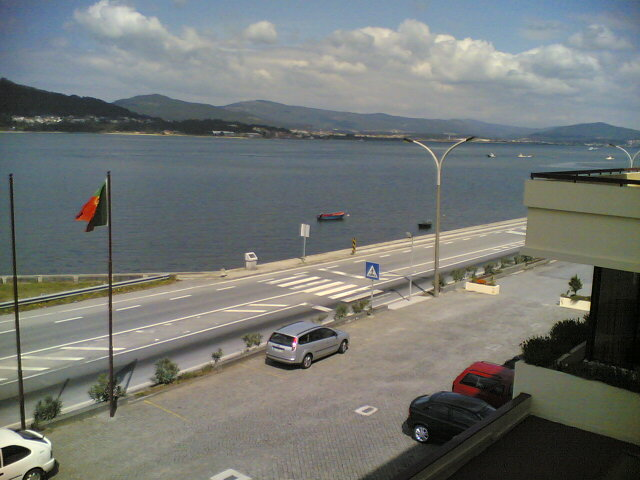
Набережна
Центральна вулиця
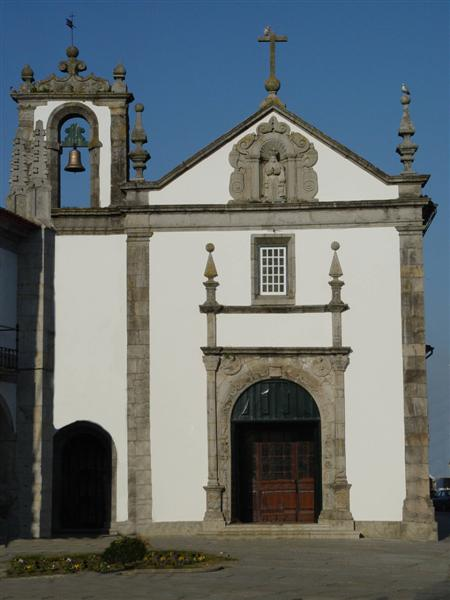
Церква Милосердя

## Транспорт
- Залізнична станція
- Автострада N13
- Поромне сполучення через річку Міньо з іспанським містечком Кампосанкос

## Парафії
- Анкора
- Арга-де-Байша
- Арга-де-Сіма
- Арга-де-Сан-Жуан
- Аржела
- Азеведу
- Камінья
- Кріштелу
- Ден
- Гондар
- Ланьелаш
- Моледу
- Орбасен
- Ріба-де-Анкора
- Сейшаш
- Венадо
- Віла-Прайя-де-Анкора
- Вілар-де-Моруш
- Віларелью
- Вільо